# だから殺せなかった
『だから殺せなかった』は、一本木透の小説である。2019年1月31日、東京創元社から単行本が出版された。第27回鮎川哲也賞優秀賞。2021年11月19日には創元推理文庫版が発売された。
2022年にWOWOW連続ドラマWでテレビドラマ化された。

## あらすじ
太陽新聞社会部記者の一本木透は社会部の連載「犯罪報道シリーズ」に二十数年前の自身の体験を書く。反響は大きく、社会部に届いた一本木宛ての数通の私信の中に、その手紙はあった。首都圏連続殺人事件の真犯人を名乗る犯行声明文だった。
自らを凶悪犯と名乗る犯人は、殺人を言葉で止めてみろと新聞紙上での一本木との言葉の対決を望む。声明文と一本木とのやりとりを新聞に載せないと次の殺人が起こるというのだ。犯人からの手紙は警視庁に貸し出され、犯人捜査が行われていた。
犯人からの終結宣言の手紙が届き、差出人は毛賀沢達也になっていた。しかし、一本木はある人物が犯人だとの確信を持っていた。

## 登場人物
一本木透（いっぽんぎ とおる）
太陽新聞社会部の記者。
吉村隆一（よしむら りゅういち）
太陽新聞取締役。編集担当兼営業統括。
白石琴美（しらいし ことみ）
二十数年前、群馬県上野村の保育園の保母。一本木透の恋人だった。
白石健次郎（しらいし けんじろう）
琴美の父。二十数年前、群馬県出納長。
牛島正之（うしじま まさゆき）
警察庁長官官房審議官。刑事局担当。
江原陽一郎（えはら よういちろう）
都内の私立大学文学部三年生。
江原茂（えはら しげる）
陽一郎の父。図書館司書。
石橋光男（いしばし みつお）
長野県三角山中腹にある山小屋の管理人。
毛賀沢達也（けがさわ たつや）
名峰大教授。生物学者。

## 書誌情報
- 単行本：2019年1月31日、東京創元社、ISBN 978-4-488-02787-2
- 文庫本：2021年11月19日、創元推理文庫、ISBN 978-4-488-45021-2

## テレビドラマ
2022年1月9日から2月6日まで、毎週日曜日22時 - 23時に、WOWOW製作・連続ドラマWで放送された。全5回。主演は玉木宏。

### キャスト
- 一本木透 - 玉木宏[2]
- 江原陽一郎 - 松田元太(Travis Japan / ジャニーズJr.）[4]
- 江原茂 - 萩原聖人[4]（幼少期：川口和空）
- 石橋光男 - 古田新太[4]
- 小川万里子 - 高岡早紀[4]
- 吉村隆一 - 渡部篤郎[4]
- 牛島正之 - 甲本雅裕
- 黛真司 - 長谷川朝晴
- 望月公平 - 高橋努
- 大熊良太 - 金井勇太
- 若山綾子 - 結城モエ
- 長谷寺実 - 八十田勇一
- 宮本勇吾 - 白石隼也
- 江原むつみ - 安藤裕子（幼少期：大島美優）
- 白石琴美 - 松本若菜
- 赤木圭佑 - 松澤仁晶
- 毛賀沢達也 - 酒向芳
- 長峰明憲 - 信太昌之
- 松本誠二郎 - 大石吾朗
- 後藤田良一 - 井上康
- 川井俊作 - 松嶋健太
- 沢田則夫 - ニクまろ
- 江原清 - 田村泰二郎
- 沢田隆志 - 正垣湊都
- 中村香織 - 花澄

### スタッフ
- 原作 - 一本木透『だから殺せなかった』（東京創元社刊）
- 脚本 - 前川洋一
- 監督 - 権野元
- 音楽 - 木村秀彬
- チーフプロデューサー - 青木泰憲
- プロデューサー - 徳田雄久、平部隆明、白石裕菜
- 製作著作 - WOWOW
- 制作協力 - ホリプロ

### 放送日程
| 各話   | 放送日         |
| ------ | -------------- |
| 第1話  | 2022年 1月09日 |
| 第2話  | 1月16日        |
| 第3話  | 1月23日        |
| 第4話  | 1月30日        |
| 最終話 | 2月06日        |

| WOWOW 連続ドラマW 日曜オリジナルドラマ         | WOWOW 連続ドラマW 日曜オリジナルドラマ       | WOWOW 連続ドラマW 日曜オリジナルドラマ            |
| 前番組                                         | 番組名                                       | 次番組                                            |
| ---------------------------------------------- | -------------------------------------------- | ------------------------------------------------- |
| いりびと-異邦人- （2021年11月28日 - 12月26日） | だから殺せなかった （2022年1月9日 - 2月6日） | 邪神の天秤 公安分析班 （2022年2月13日 - 4月17日） |